# Suzanne Bianchetti

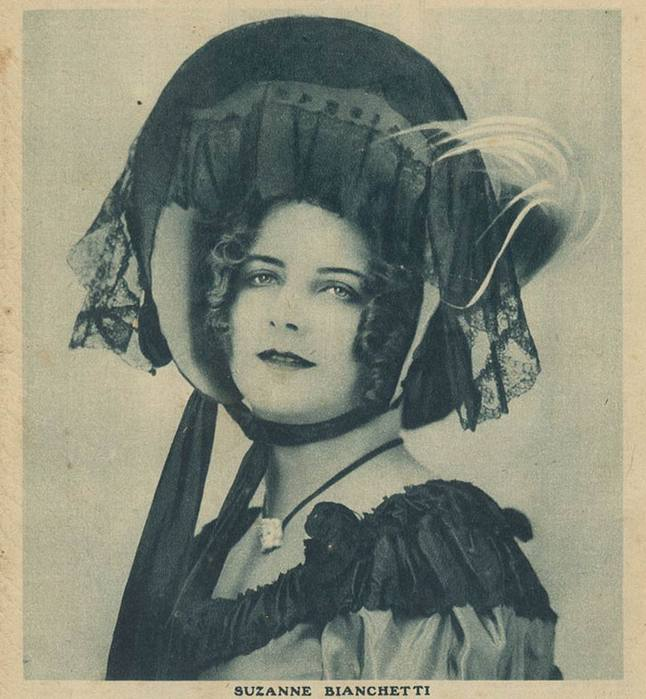
Suzanne Bianchetti

Suzanne Bianchetti (* 24. Februar 1889 in Paris; † 17. Oktober 1936 ebenda) war eine französische Schauspielerin, ein Star des heimischen Stummfilms.

## Leben
Suzanne Bianchetti hatte bereits mit wenig Resonanz mehrere Jahre lang Theater gespielt, als sie inmitten des Ersten Weltkriegs zum Film geholt wurde. Dort sollte sie rasch eine überaus populäre Darstellerin in Historienstoffen und Literaturverfilmungen werden.
Ihre aristokratische Ausstrahlung, ein ebenmäßiges Gesicht mit Porzellanteint und ein für Stummfilmdiven nicht eben untypischer Hang zur großen, ausladenden Gestik ließ Suzanne Bianchetti wie geschaffen erscheinen für königliche und kaiserliche Rollen. Ihr berühmtester Part wurde der der Marie-Antoinette, die sie gleich zweimal verkörpert hatte: in Abel Gances epochalem Meisterwerk Napoleon und in Richard Oswalds Cagliostro. Bianchetti verkörperte aber auch die Kaiserinnen Eugenie (in Die Veilchen der Kaiserin), Marie-Louise (in Madame Sans Gêne) und Katharina die Große (in Casanova).
Gelegentlich wurde sie auch gänzlich anders besetzt, etwa als großherzig-gütige, einfache Französin, wie in dem Völkerverständigungswerk eines ihrer Hausregisseure, Léon Poirier, Verdun, das Heldentum zweier Völker, von dem 1931 auch eine Tonfassung hergestellt wurde.

## Prix Suzanne Bianchetti
Ihr zu Ehren wurde 1937, ein Jahr nach ihrem überraschend frühen Tod, der Prix Suzanne Bianchetti gestiftet, der jedes Jahr in Frankreich an die beste Nachwuchsdarstellerin vergeben wird. Prominente Preisträgerinnen sind unter anderen Micheline Presle, Simone Signoret,  Odile Versois, Annie Girardot, Pascale Petit, Macha Méril, Geneviève Bujold, Isabelle Adjani und Audrey Tautou.

## Privates
Die Künstlerin war mit dem Filmhistoriker, Drehbuchautor und Gelegenheitsschauspieler René Jeanne (1887–1969) verheiratet.

## Filmografie (Auswahl)
- 1917: Trois familles
- 1917: La femme française pendant la guerre
- 1918: Riquette se marie
- 1918: Riquette et le nouveau riche
- 1919: La naissance de la Marsellaise
- 1920: Filipotte
- 1920: Une brute
- 1921: Le père Goriot
- 1921: Le rêve
- 1922: Les mystères de Paris
- 1922: Jocelyn
- 1922: Der Kurier von Lyon (L'affaire du courrier de Lyon)
- 1923: La légende de sœur Béatrix
- 1923: Die Veilchen der Kaiserin (Violettes impériales)
- 1924: La flambée des rêves
- 1924: L'enfant des halles
- 1925: Madame Sans-Gêne
- 1925: La ronde de nuit
- 1925: Robert Macaire
- 1926: Napoleon
- 1927: Amours exotiques
- 1927: Casanova (Casanova)
- 1928: Embracez-moi!
- 1928: Verdun, das Heldentum zweier Völker (Verdun, visions d’histoire)
- 1928: Les mufles
- 1929: Cagliostro
- 1930: Princes de la cravache
- 1930: Le roi de Paris
- 1932: La folle nuit
- 1932: Die Veilchen der Kaiserin (Violettes impériales)
- 1934: Aux portes de Paris
- 1936: L’appel du silence